# 心胸咚咚
《灶動的心》，為日本NHK電視台於2022年4月11日至2022年9月30日播出的第106部晨間劇，由NHK綜合頻道（AK局）拍攝製作，黑島結菜主演。

## 企劃與製作
本劇為紀念沖繩返還50周年，以回歸後許多沖繩年輕人離鄉背井至本土追夢及工作的歷程為背景，並希望在新冠肺炎疫情下以家族愛、鄉土料理等元素向國民療癒孤獨及作為心靈支柱。本劇劇名在沖繩方言中意為「心情激動、心胸澎湃的模樣」，也象徵女主角追尋夢想時充滿自我肯定及雀躍的心情。故事描述1960年代的美治琉球時期，以沖繩本島北部多山及森林的山原地方為舞台，出生蔗糖農家的比嘉暢子與父母及手足們生活在一起，除了偶爾幫忙農務外也喜歡遊玩及美食。然而，父親去世後母親獨自承擔養家撫養的責任，暢子則協助家中的料理；而在高中畢業後她在家人的支持下前往東京實現成為西餐廚師的夢想，於知名餐廳的廚房學習，並居住於有許多同樣為沖繩北漂族的鶴見。經過充滿考驗的學徒時光後，暢子與各種人相遇、墜入愛河、順利出師，也萌生了開一家沖繩料理餐廳的夢想，並開始她的築夢之路。
2021年3月3日於NHK晨間資訊快遞節目中發表製作概要，也宣布女主角由故事背景地的沖繩縣出生的黑島結菜飾演，本次女主角人選決定亦未經徵選程序由製作人欽點演出。劇本為編劇羽原大介的原創作品，此次為他繼第91作晨間劇《阿政》後第二度執筆晨間劇。6月1日起連三週於NHK戲劇官方推特發表其他出演者。

## 登場人物

### 主角
- 比嘉暢子→青柳暢子：黑島結菜（童年期：稻垣來泉（日语：稲垣来泉））（香港配音：何凱怡；台灣配音：巫玉羚）

本劇主角。

### 沖繩的人們

#### 比嘉家
- 比嘉賢三：大森南朋（青年期：櫻田通）（香港配音：袁德基（青年期：張添勝）；台灣配音：宋克軍）

暢子的父親。
- 比嘉優子：仲間由紀惠（少女期：優希美青）（香港配音：莎拉（少女期：楊樂瑤）；台灣配音：林慕青）

暢子的母親。
- 比嘉賢秀：龍星涼（少年期：淺川大治）（香港配音：張振熙；台灣配音：江志倫）

暢子的哥哥。
- 比嘉良子→石川良子：川口春奈（少女期：土屋希乃）（香港配音：羅婉楓；台灣配音：李昀晴）

暢子的姐姐。
- 比嘉歌子→砂川歌子：上白石萌歌（童年期：布施愛織）（香港配音：楊婉潼；台灣配音：李昀晴）

暢子的妹妹。
- 比嘉賢吉：石丸謙二郎（香港配音：郭浩勤；台灣配音：林谷珍）

暢子的叔公，蔗農。
- 比嘉和惠：土屋美穗子（香港配音：梁瑞芬；台灣配音：林慕青）

賢吉的妻子。

#### 青柳家
- 青柳和彥：宮澤冰魚（少年期：田中奏生）（香港配音：簡懷甄；台灣配音：江志倫）

暢子的丈夫。來自東京，留學美國，當了記者。
- 青柳史彥：戶次重幸（香港配音：郭湛深；台灣配音：宋克軍）

大學民俗教授，和彥的父親。
- 青柳重子：鈴木保奈美（香港配音：馮詠恩）

和彥的母親。
- 岩內波子：圓城寺綾（日语：円城寺あや）（香港配音：鄧潔麗）

幫傭。
- 青柳健彥：西銘駿（幼年期：三田一颯）（香港配音：（幼年期：吳茵））

暢子的兒子。
- 青柳未來：稻垣來泉（香港配音：何凱怡）

健彥的女兒。

#### 砂川家
- 砂川智：前田公輝（少年期：宮下柚百）（香港配音：黃文軒；台灣配音：賴緯）

暢子的兒時玩伴，豆腐店的兒子，歌子的丈夫。
- 砂川玉代：藤田美歌子（日语：藤田美歌子）（香港配音：楊樂瑤；台灣配音：李昀晴）

阿智的母親。
- 砂川旭：野原壹太（香港配音：梁瑞芬）

阿智的弟弟。
- 砂川幸子（サチ子）：淺田芭路（日语：浅田芭路）（香港配音：吳茵）

阿智的妹妹。

#### 前田家
- 前田善一：山路和弘（香港配音：楊耀泰；台灣配音：賴緯）

共同販賣店的老闆。
- 前田清（キヨ）：東由貴（日语：ひがし由貴）（香港配音：吳茵；台灣配音：林慕青）

善一的亡妻。
- 前田早苗：高田夏帆（幼年期：吉澤梨里花）（香港配音：楊樂瑤）

善一的女兒。

#### 石川家
- 石川博夫：山田裕貴（香港配音：陳漢祺）

良子的丈夫，小學教師。
- 石川晴海：新井琉月（日语：新井琉月）（幼年期：三井絢月、鈴木咲、佐藤風和）（香港配音：楊樂瑤）

良子的女兒。
- 石川小太郎：小林勝也（日语：小林勝也）（香港配音：李家傑）

博夫的祖父。
- 石川宇志（ウシ）：吉田妙子（日语：吉田妙子）（香港配音：梁瑞芬）

博夫的曾祖母。
- 石川博太郎：粟野史浩（日语：粟野史浩）（香港配音：黃文軒）

博夫的父親。
- 石川美和子：吉田真和

博夫的母親。
- 石川修：木津誠之（日语：木津誠之）（香港配音：郭湛深）

博夫的叔父。

#### 其他沖繩的人們
- 東江里美：松田瑠華（香港配音：石梓晴）

博夫的同事。
- 下地響子：片桐入（香港配音：梁瑞芬）

歌子的音樂老師。
- 喜納金吾：渡邊大知（香港配音：郭浩勤）(台灣配音:宋克軍)

製糖廠小開，暗戀著良子。
- 喜納銀藏：不破萬作（日语：不破万作）（香港配音：袁德基；台灣配音:江志倫)

金吾的父親。
- 喜納富美（フミ）：三坂知繪子（日语：三坂知絵子）（香港配音：楊樂瑤）

金吾的母親。
- 島袋孝志：吉田日向（日语：吉田日向）（香港配音：張添勝）

賢秀的同學。
- 新城正男：秋元龍太朗（日语：秋元龍太朗）（香港配音：黃尉斯）

暢子的同學，田徑社社長。
- 宮里：平原鐵（日语：平原テツ）（香港配音：郭浩勤）

烹飪社的顧問教師。
- 屋良瞳（ひとみ）：池間夏海（日语：池間夏海）（香港配音：黃穎誼）

他校烹飪社的社長，在料理大賽與暢子互別苗頭。
- 新垣婆婆：喜屋武仁美（日语：きゃんひとみ）（香港配音：吳茵）

比嘉家的熟識。
- 安室婆婆：天久美智子（日语：あめくみちこ）（香港配音：王夢華）

比嘉家的熟識。
- 漢堡店老闆：川田廣樹（日语：川田広樹）（香港配音：周鑫霆）

比嘉兄妹成長的旁觀者。
- 工頭：肥後克廣（日语：肥後克広）（香港配音：譚漢華）

工地領班。
- 真境名英樹：時任勇氣（日语：時任勇気）（香港配音：陳啟熾）

貿易公司少東。自與賢秀衝突以來，便處處為難暢子的就職。
- 我那霸良昭：田久保宗稔（日语：田久保宗稔）（香港配音：譚漢華；台灣配音：鍾少庭)

假企業家名義，誆騙賢秀鉅額投資的詐欺犯。
- 小守：松原正隆（日语：松原正隆）（香港配音：郭浩勤）

共同店的店員。
- 花城真一：細田善彦（日语：細田善彦）（香港配音：譚禹晋）

歌子運輸公司的同事。
- 伊志嶺利佳：南野巴那（香港配音：姜嘉蕾）

真一的妻子。
- 知念陽平：木村文哉（香港配音：黃尉斯）

良子的後輩。
- 仲宗根誠：潤浩（日语：潤浩）（香港配音：楊婉潼）

良子的學生。
- 上原照賢：大工哲弘（日语：大工哲弘）（香港配音：郭湛深→郭浩勤）

三線演奏家。
- 嘉手刈源次：津嘉山正種（日语：津嘉山正種）（香港配音：郭俊廷）

經歷沖繩島戰役的耆老。長年搜集兵士遺骸，以還納給家屬。
- 嘉手刈鶴（ツル）：泉晶子（日语：泉晶子）（香港配音：鄧潔麗）

源次的妻子。
- 與那城時惠：大城悠紀

優子的姐姐。
- 與那城秀夫：阿久津慶人（日语：阿久津慶人）

優子的弟弟。
- 計程車司機：照屋年之（日语：ゴリ (お笑い芸人)）（香港配音：郭湛深）

載賢秀到醫院的計程車司機；於最後一集演出。

### 東京的人們

#### Alla Fontana（芳塔納）
- 大城房子：原田美枝子（年輕期：櫻井由紀）（香港配音：王夢華；台灣配音：林慕青)

銀座義大利餐廳的經營者。
- 二之橋光二：高嶋政伸（香港配音：陳力航；台灣配音：宋克軍)

主廚，暢子的直屬上司。
- 矢作知洋：井之脇海（香港配音：張添勝）

暢子的廚師前輩。
- 江川明：城戶健太（香港配音：郭浩勤）

廚師。
- 長山安二郎：渡邊翔（日语：渡辺翔 (俳優)）（香港配音：楊耀泰）

廚師。
- 桃木雄三：池田航（日语：池田航 (俳優)）（香港配音：郭湛深）

廚師。
- 玉島雅弘：櫻井圭佑（日语：櫻井圭佑）（香港配音：袁德基）

廚師。
- 山邊貞雄：阿岐之將一（香港配音：張振熙）

接待員。

#### 養殖場
- 豬野寬大：中原丈雄（日语：中原丈雄）（香港配音：譚漢華）

養豬場業者。
- 豬野清惠→比嘉清惠：佐津川愛美（日语：佐津川愛美）（香港配音：石梓晴）

寬大的女兒，賢秀的妻子。

#### 東洋新聞
- 田良島甚內：山中崇（日语：山中崇）（香港配音：周鑫霆）

和彥的上司。
- 大野愛：飯豐萬理江（香港配音：吳茵）

和彥的同事兼戀人，暢子的摯友。
- 天城勇一：金子昇（日语：金子昇）（香港配音：陳漢祺）

論說委員。
- 笹森哲也：阪田雅信（日语：阪田マサノブ）（香港配音：袁德基）

編輯局長。
- 竹園：吉田悟郎（香港配音：郭浩勤）

記者。
- 野中：目次立樹（香港配音：黃文軒）

記者。

### 鶴見的人們
- 平良三郎：片岡鶴太郎（青年期：田中偉登）（香港配音：李家傑；台灣配音:林谷珍)

沖繩縣人會會長。
- 平良多江：長野里美（日语：長野里美）（少女期：和內璃乃（日语：和内璃乃））（香港配音：吳茵；台灣配音:李昀晴)

三郎的妻子。
- 金城順次：藤木勇人（日语：藤木勇人）（香港配音：楊耀泰）

沖繩居酒屋主人，暢子寄宿的房東。
- 金城登美（トミ）：康實紗（日语：しるさ）（香港配音：姜嘉蕾）

順次的女兒。
- 安孫子芳（ヨシ）：大島蓉子（日语：大島蓉子）（年輕期：稻川梓（日语：稲村梓））（香港配音：梁瑞芬）

關東煮攤販。
- 安孫子健（タケシ）：番家一路（香港配音：李莎娜）

阿芳的兒子。
- 大城智子：花岡堇（香港配音：楊樂瑤）

房子的妹妹。

### 其他人們
- 安里：具志堅用高（香港配音：譚漢華）

拳擊協會會長。
- 淀川晴夫：本田博太郎（日语：本田博太郎）（香港配音：楊耀泰）

戲劇評論家，大城餐廳的常客。
- Alessandro Tardelli（港譯：亞歷山德羅 塔爾德利）：Panzetta Girolamo（日语：パンツェッタ・ジローラモ）（香港配音：譚漢華）

米蘭三星廚師。
- 多田直美：安野澄（香港配音：陳雪瑩）

化妝品銷售員。
- 樋口：塙宣之（日语：塙宣之）（香港配音：郭浩勤）

直美的未婚夫。
- 西鄉久雄：高木涉（香港配音：陳啟熾）

餐廳的常客。
- 西鄉惠（めぐみ）：新井美羽（日语：新井美羽）（香港配音：楊樂瑤）

久雄的女兒。
- 高石真知子：手塚真生（日语：手塚真生）（香港配音：姜嘉蕾）

久雄的續絃。
- 水國和歌子：駒井蓮（日语：駒井蓮）（香港配音：成樂怡）

來自青森縣的女子。
- 阿武：山下航平（日语：山下航平 (俳優)）（香港配音：潘昀雋）

和歌子的未婚夫。
- 權田正造：利重剛（日语：利重剛）（香港配音：袁德基）

高利貸業者。
- 黑岩：木村了（香港配音：郭湛深）

老鼠會頭。
- 坂田學：安井順平（日语：安井順平）（香港配音：郭浩勤）

信用金庫代表。
- 矢作佳代：藤間爽子（日语：藤間爽子）（香港配音：楊樂瑤）

知洋的妻子。
- 涌井：田邊和也（日语：田邊和也）（香港配音：陳健豪）

清惠的前夫。
- 藤田：古館寬治（日语：古舘寛治）（香港配音：李家傑）

暢子餐廳的常客。
- 顧客：川平慈溫（日语：ジョン・カビラ）

藤田帶來暢子餐廳光顧的另一位顧客（於第114集出演）
- 大里五郎：草刈正雄（香港配音：郭俊廷）

戰時照護臨終的時惠，目睹她嚥氣的老人。
- 大里悅子：草刈麻有（日语：草刈麻有）（香港配音：姜嘉蕾）

五郎的女兒。

## 播出日程
| 1                                                       | 1－5     | 2022年4月11日－4月15日 （香檬的少女）               | 木村隆文          | 16.3％ |
| 2                                                       | 6－10    | 4月18日－4月22日 （離別的沖繩麵）                   | 木村隆文          | 15.8％ |
| 3                                                       | 11－15   | 4月25日－4月29日 （苦惱的開口笑）                   | 木村隆文          | 15.7％ |
| 4                                                       | 16－20   | 5月2日－5月6日 （青春拿坡里義大利麵）               | 松園武大          | 14.5%  |
| 5                                                       | 21－25   | 5月9日－5月13日 （炒麵麩的淚水）                    | 松園武大          | 15.2%  |
| 6                                                       | 26－30   | 5月16日－5月20日 （一開始的苦瓜炒什錦）             | 木村隆文          | 15.4%  |
| 7                                                       | 31－35   | 5月23日－5月27日 （沖繩炒麵線vs蒜香橄欖油義大利麵） | 松園武大          | 16.2%  |
| 8                                                       | 36－40   | 5月30日－6月3日 （重逢的瑪格麗特披薩）              | 中野亮平          | 15.8%  |
| 9                                                       | 41－45   | 6月6日－6月10日 （豬腳！豬腳！是豬腳!!）            | 大野陽平          | 16.4%  |
| 10                                                      | 46－50   | 6月13日－6月17日 （那一天，魷魚墨汁粥）             | 木村隆文          | 16.0%  |
| 11                                                      | 51－55   | 6月20日－6月24日 （豬肉和雞蛋以及男人和女人）       | 田中陽兒          | 16.0%  |
| 12                                                      | 56－60   | 6月27日－7月1日 （古酒的十字路口）                  | 木村隆文          | 14.9%  |
| 13                                                      | 61－65   | 7月4日－7月8日 （黑糖之吻）                         | 中野亮平          | 14.9%  |
| 14                                                      | 66－70   | 7月11日－7月15日 （海邊的炸魚天婦羅）               | 木村隆文          | 15.9%  |
| 15                                                      | 71－75   | 7月18日－7月22日 （盂蘭盆節最後的夜晚）             | 木村隆文          | 15.9%  |
| 16                                                      | 76－80   | 7月25日－7月29日 （滿懷愛情的御三味）               | 中野亮平          | 16.0%  |
| 17                                                      | 81－85   | 8月1日－8月5日 （那時品嚐紅燒肉的）                 | 松園武大 寺﨑英貴 | 16.4%  |
| 18                                                      | 86－90   | 8月8日－8月12日 （幸福的油味噌）                    | 木村隆文          | 16.1%  |
| 19                                                      | 91－95   | 8月15日－8月19日 （愛與啟程的老黃瓜）               | 松園武大 寺﨑英貴 | 15.6%  |
| 20                                                      | 96－100  | 8月22日－8月26日 （尋找青木瓜）                     | 中野亮平          | 15.6%  |
| 21                                                      | 101－105 | 8月29日－9月2日 （你與我的豬肉白味噌湯）            | 田中陽兒          | 16.0%  |
| 22                                                      | 106－110 | 9月5日－9月9日 （飄洋過海的豬和苦菜）               | 木村隆文 內田貴史 | 16.0%  |
| 23                                                      | 111－115 | 9月12日－9月16日 （突如其來的胡蘿蔔炒蛋）           | 中野亮平          | 16.3%  |
| 24                                                      | 116－120 | 9月19日－9月23日 （湯豆腐小夜曲）                   | 松園武大          | 16.4%  |
| 25                                                      | 121－125 | 9月26日－9月30日 （山原啊！起母咚咚！）             | 木村隆文          | 16.2%  |
| 平均收視率15.8%（收視率由Video Research於關東地區統計） |          |                                                     |                   |        |

## 製作團隊
- 編劇：羽原大介（日语：羽原大介）
- 音樂：岡部啓一、高田龍一（日语：高田龍一）、帆足圭吾（日语：帆足圭吾）
- 主題曲：三浦大知「燦燦」
- 旁白：川平慈溫（日语：ジョン・カビラ）
- 導演：木村隆文、松園武大、中野亮平、大野陽平、田中陽兒
- 製作人：高橋優香子、松田恭典
- 宣傳製作人：川口俊介
- 製作統籌：小林大兒、藤並英樹

## 外部連結
- NHK官方網站 （页面存档备份，存于）（日語）

| 日本 NHK 連續電視小說                               | 日本 NHK 連續電視小說                     | 日本 NHK 連續電視小說 |
| --------------------------------------------------- | ----------------------------------------- | --------------------- |
|                                                     | 灶動的心 （2022年4月11日－9月30日）       |                       |
| Come Come Everybody （2021年11月1日－2022年4月8日） | 飛舞吧！ （2022年10月3日－2023年3月31日） |                       |

| 香港 HOY TV 星期一至五 19:30 - 20:00     | 香港 HOY TV 星期一至五 19:30 - 20:00  | 香港 HOY TV 星期一至五 19:30 - 20:00 |
| ---------------------------------------- | ------------------------------------- | ------------------------------------ |
|                                          | 暢子響丼丼 （2023年5月25日－9月15日） |                                      |
| 光姊妹 （2022年10月18日－2023年5月24日） | 亞運列陣 （2023年9月18日－9月22日）   |                                      |

| 臺灣 緯來日本台 每週一至五 21:00-22:00 · 9月29日因播出妙國民糾察隊（中秋節特別節目），暫停播出 · 10月3日 21:00-22:15 | 臺灣 緯來日本台 每週一至五 21:00-22:00 · 9月29日因播出妙國民糾察隊（中秋節特別節目），暫停播出 · 10月3日 21:00-22:15 | 臺灣 緯來日本台 每週一至五 21:00-22:00 · 9月29日因播出妙國民糾察隊（中秋節特別節目），暫停播出 · 10月3日 21:00-22:15 |
| --- | --- | --- |
| | 沖繩料理店 （2023年8月7日－10月3日）                                                                                 | |
| unknown吸血鬼新娘 （2023年7月25日－8月4日）                                                                          | 元氣囝仔 （2023年10月4日－10月20日）                                                                                 | |

| 臺灣 緯來綜合台 每週一至五 20:00-21:00(首播) · 19:00-20:00(重播) · 9月28日因直播《2022杭州亞運-電子競技》，暫停播出 · 9月29日因播出《小慧赴泰國參加國際大胃王邀請賽》，暫停播出 | 臺灣 緯來綜合台 每週一至五 20:00-21:00(首播) · 19:00-20:00(重播) · 9月28日因直播《2022杭州亞運-電子競技》，暫停播出 · 9月29日因播出《小慧赴泰國參加國際大胃王邀請賽》，暫停播出 | 臺灣 緯來綜合台 每週一至五 20:00-21:00(首播) · 19:00-20:00(重播) · 9月28日因直播《2022杭州亞運-電子競技》，暫停播出 · 9月29日因播出《小慧赴泰國參加國際大胃王邀請賽》，暫停播出 |
| --- | --- | --- |
| | 沖繩料理店 （2023年8月8日－10月5日） | |
| 篤姬 （2023年6月26日－8月7日） | 小侍女千代 （2023年10月9日－） | |